# Avigliana Baseball
L'Avigliana Bees è una società di baseball e softball italiana.

## Storia
L'Avigliana Baseball Club viene fondato nel 1979 nell'omonima cittadina alle porte della valle di Susa, in Piemonte. Dopo un primo periodo di rodaggio e oscillazioni tra Serie C e B, la squadra seniores conquista definitivamente la Serie B nel 1996.
Nel 2002, sotto la guida del tecnico cubano Gerardo Hernandez, l'Avigliana conclude imbattuta il campionato con una serie di 47 vittorie consecutive ed è promossa in Serie A2. Nel frattempo la società dedica grandi energie allo sviluppo dell'attività giovanile, iscrivendo ogni anno almeno una squadra per ogni categoria; nel 2004, la categoria Ragazzi si aggiudica a Bologna il titolo nazionale di campione d'inverno.
Nel 2006 l'Avigliana conquista l'accesso ai playoff, li vince contro il Junior Parma ed è promossa nella massima serie, la Italian Baseball League (IBL), che comprendeva in quegli anni le migliori otto squadre italiane. Al termine della stagione 2007 l'Avigliana retrocede in A2, dove nel 2008 riconquista l'accesso ai playoff ma viene sconfitta dal Reggio Emilia; nello stesso anno, conquista la Coppa Italia di A2. Nel frattempo, nel 2007 la dirigenza dà vita a una Società parallela, l'Avigliana Bees, con il compito di fare da incubatrice per i giocatori che lasciano le squadre giovanili e non hanno ancora l'esperienza per giocare ai massimi livelli. Avigliana Bees inizia dalla Serie C2, passa immediatamente in C1 e ottiene la promozione in Serie B nel 2009.
Sempre nel 2009 Avigliana Baseball e Novara 2000 creano una selezione piemontese mista che disputa il campionato di A2. Con l'arrivo della crisi economica le due società aviglianesi non riescono più a reperire sufficienti sponsorizzazioni; la squadra seniores di Avigliana Baseball interrompe l'attività alla fine del 2009, mentre nel 2012 Avigliana Bees è costretta a rinunciare alla Serie B per motivi economici. Prosegue però ininterrotta l'attività nel settore giovanile, al quale nel 2013 Avigliana Bees decide di dedicarsi completamente.
Con la crescita del settore giovanile, nel 2017 la Società porta nuovamente in campo una squadra seniores di serie C, ma le novità non terminano qui: a distanza di una ventina d'anni, infatti, prende nuovamente vita il movimento del softball, grazie a una squadra di categoria Ragazze (U13) e una di softball amatoriale misto.

## Promozioni e titoli
1980: primo campionato di Serie C2

1987: promozione in Serie C1

1990: promozione in Serie B

2002: promozione in Serie A2

2006: promozione in IBL (Italian Baseball League)

2007: primo campionato di Avigliana Bees, con promozione in Serie C1

2008: accesso ai playoff di Serie A2, titolo di Coppa Italia A2

2009: promozione di Avigliana Bees in Serie B